# László Pottyondy
László Pottyondy (Pécs, 26 dicembre 1915 – Dumas, 31 luglio 1951) è stato un militare e aviatore ungherese,  asso dell'aviazione da caccia nel corso della seconda guerra mondiale abbattendo individualmente 13 aerei nemici e 1 probabile.

## Biografia
Nacque a Pécs il 26 dicembre 1915, figlio di László e di M. Kempner.  Arruolatosi nella Magyar Királyi Honvéd Légierő, nel marzo 1939 prese parte alle operazioni belliche sul confine durante la breve guerra contro la Slovacchia. Il 24 marzo i bombardieri ungheresi Junkers Ju 86K-2, scortati da caccia Fiat C.R.32 del 1/2. Vadászszázad attaccarono l'aeroporto di Spisska Nova Ves. Per aver partecipato a questa missione fu decorato con la medaglia di bronzo al valor militare.
Nell'estate e nell'autunno del 1941 prestò servizio nel 2/3. Vadászszázad  "Ricsi" che utilizzava i caccia Fiat C.R.42 prendendo parte alle operazioni militari contro l'Unione Sovietica.
Il 29 giugno, di ritorno ad una missione di scorta a 25 bombardieri Junkers Ju 86K-2 e Caproni Ca.135bis, effettuò un atterraggio di emergenza vicino a Tiszavásár con il caccia Fiat C.R.42 (V.245), che rimase danneggiato al 50%, mentre il pilota rimase illeso. Il 12 luglio conseguì la sua prima vittoria aerea abbattendo un caccia Polikarpov I-16 vicino a Dunayevtsy. Per questo fatto fu decorato con la medaglia d'argento al valor militare. Pochi giorni dopo il 2/3. Vadászszázad ritornò in Ungheria. Prestò nuovamente servizio sul fronte orientale nel 1942, in forza al 2/1. Vadászszázad, equipaggiato con caccia Reggiane Re.2000 Heja.
Ritornò a conseguire vittorie nel corso del 1944, quando era stato assegnato al 102/2. Vadászszázad equipaggiato con i caccia Messerschmitt Bf 109G. Il 15 settembre abbatté un cacciabombardiere Ilyushin Il-2, e il 9 ottobre un caccia Lavochkin La-5. Il giorno 30 conseguì una doppietta a spese di un bombardiere Douglas DB-7 Boston e di un caccia Yakovlev Yak-9. Il 17 novembre 1944 il 102. Osztály operò insieme al JG 52 tedesco contro bombardieri sovietici e aerei da attacco al suolo ai piedi dei monti Mátra. Quel giorno volò insieme allo hauptmann Erich Hartmann come gregario. Durante la missione ognuno di loro abbatté un bombardiere DB-7 Boston, che stavano attaccando obiettivi a Budapest. L'aereo da lui colpito si schiantò vicino a Ocsa, mentre quello di Hartmann cadde vicino a Erzsébetfalva.
Dal 1 gennaio 1945 assunse il comando del 101/8. Vadászszázad, il cui nucleo era costituito da piloti della sua vecchia unità, il 102/2. Vadászszázad. Fino alla fine del conflitto conseguì ulteriori 5 vittorie, abbattendo due caccia Yak-9, un caccia La-5, un bombardiere DB-7 Boston e un cacciabombardiere Il-2. Lasciò definitivamente il servizio il 4 maggio 1945, quando fu fatto prigioniero di guerra dagli statunitensi. All'epoca aveva conseguiti 13 vittorie accertate e una probabile. Deciso a non ritornare in Ungheria emigrò negli Stati Uniti d'America stabilendosi con la moglie Éva Farkas a Little Rock, in Arkansas. Qui fece amicizia con il proprietario, anch'egli un ungherese dissidente, dell'aeroporto locale, che lo aiutò a ottenere il certificato di volo.
Dopo aver conseguito il brevetto volò come pilota di aerei per la disinfestazione agricola, rimase ucciso a Dumas, in uno di questi voli, il 31 luglio 1951.

## Onorificenze

### Annotazioni
1. ↑  In quella occasione reclamò l'abbattimento di un altro I-16, che non gli fu accreditato.

### Fonti
1. 1 2 3 4 5 6 7 8 9 10 11 12 13 14 15 16 17 18 19  Surfcity.
2. ↑  Punka 2002, p. 86.
3. 1 2 3  Ciel de Gloire.
4. 1 2  Gustavsson, Slongo 2009, p. 77.
5. ↑  Gustavsson, Slongo 2009, p. 78.
6. ↑  Gustavsson, Slongo 2009, p. 80.
7. ↑  Punka 2002, p. 34.
8. ↑  Punka 2002, p. 74.